# Charoszki
Charoszki (biał. Харошкі; ros. Хорошки) – wieś na Białorusi, w obwodzie mohylewskim, w rejonie mohylewskim, w sielsowiecie Suchary.